# Jack Champion
Jack Champion (17 de noviembre de 2004) es un actor estadounidense más conocido por su interpretación de Spider, un adolescente humano que habita en Pandora, en la película Avatar: The Way of Water, estrenada en 2022. Asimismo, actuó en la película slasher Scream VI, donde interpretó el papel de Ethan Landry/Ghostface.

## Vida y carrera
Champion nació y creció en Blacksburg, Virginia, junto a su madre, que es microbióloga. Se le atribuye a ella el haber fomentado su interés por la actuación. A los ocho años, Champion comenzó a actuar en teatro escolar y luego incursionó en cortometrajes. En 2015, tuvo una pequeña participación en la serie documental American Genius. Desde entonces, ha continuado su carrera como actor y ha interpretado papeles destacados en películas.
En 2017, Jack Champion audicionó para un papel en la película de ciencia ficción Avatar: The Way of Water, de James Cameron, y finalmente fue elegido para interpretar a Spider, un adolescente humano que vive entre los Na'vi en Pandora. Antes de conseguir el papel, Champion filmó una pequeña parte en la película de superhéroes Avengers: Endgame (2019) y también tuvo un papel protagónico en la película de terror The Night Sitter (2018).
La filmación de Avatar: The Way of Water involucró dos años de captura de movimiento en un escenario sonoro, seguidos de dos años y medio de filmación de las mismas escenas en vivo en Nueva Zelanda. Debido a la naturaleza de su papel, Champion tuvo que filmar todas sus escenas dos veces. Para prepararse físicamente, trabajó con un entrenador personal y siguió una dieta alta en proteínas para mantener su físico musculoso, ya que su personaje aparece sin camisa a lo largo de la película. También aprendió apnea y buceo para las escenas bajo el agua.
Avatar: The Way of Water' se estrenó en 2022, cuando Champion tenía 18 años, y se convirtió en la tercera película más taquillera de todos los tiempos, recaudando más de $2 mil millones de dólares en todo el mundo. Durante la filmación de la película, Champion también filmó simultáneamente partes de Avatar 3, que se lanzará en 2024, y Avatar 4, que se lanzará en 2026, principalmente para evitar que envejeciera fuera de su papel.
En 2023, interpretó el papel de Ethan Landry en la película slasher Scream VI. Describió su experiencia en la filmación de esta película como unas "vacaciones de verano muy divertidas".
Champion también aparece en el thriller Retribution, una nueva versión de la película española del mismo nombre de 2015, en el que interpreta al hijo del personaje de Liam Neeson. Además, también forma parte del reparto de la película Freaky Tales, dirigida por Anna Boden y Ryan Fleck.

## Filmografía
| Año  | Título                         | Personaje              | Estado   |
| ---- | ------------------------------ | ---------------------- | -------- |
| 2018 | The Night Sitter               | Kevin                  |          |
| 2019 | Avengers: Endgame              | Chico en bicicleta     |          |
| 2022 | Avatar: The Way of Water       | Miles "Spider" Socorro |          |
| 2023 | Scream VI                      | Ethan Landry           |          |
| 2023 | Retribution                    | Zach Turner            |          |
| 2024 | Freaky Tales                   | Lucid                  |          |
| 2025 | Everything's Going to Be Great | Derrick Smart          |          |
| 2025 | Avatar 3                       | Miles "Spider" Socorro | Grabando |
| 2026 | Avatar 4                       | Miles "Spider" Socorro | Grabando |